# Liste der Monuments historiques in Sainte-Colombe (Ille-et-Vilaine)
Die Liste der Monuments historiques in Sainte-Colombe (Ille-et-Vilaine) führt die Monuments historiques in der französischen Gemeinde Sainte-Colombe auf.

## Liste der Objekte
| Bezeichnung                         | Beschreibung                  | Standort                        | Kennzeichnung | Schutzstatus | Datum | Bild |
| ----------------------------------- | ----------------------------- | ------------------------------- | ------------- | ------------ | ----- | ---- |
| Retabel des Hauptaltars             | Stein, 1664                   | in der Kirche St-Colombe (Lage) | PM35000527    | Classé       | 1956  |      |
| Retabel des nördlichen Seitenaltars | Holz, polychrom gefasst, 1854 | in der Kirche St-Colombe (Lage) | PM35001592    | Inscrit      | 1977  |      |
| Retabel des südlichen Seitenaltars  | Holz, polychrom gefasst, 1854 | in der Kirche St-Colombe (Lage) | PM35001593    | Inscrit      | 1977  |      |